# Matt Barkley
Matthew Montgomery „Matt” Barkley (ur. 8 września 1990 w Newport Beach) – amerykański zawodnik futbolu amerykańskiego, grający na pozycji quarterback. W rozgrywkach akademickich NCAA występował w drużynie USC.
W roku 2013 przystąpił do draftu NFL. Został wybrany przez drużynę Philadelphia Eagles w czwartej rundzie (98. wybór). W drużynie z Pensylwanii występuje do tej pory.